# 国防省 (イタリア)
国防省（こくぼうしょう、イタリア語: Ministero della Difesa）は、イタリアの安全保障を担当する行政機関。長は国防相で、現在の国防相はグイード・クロセット（Guido Crosetto）。

## 概要
イタリア軍（イタリア陸軍、イタリア海軍、イタリア空軍およびカラビニエリ）を統括する。
ローマの9月20日（ヴェンティ・セッテンブレ）通りにあるバラッキーニ宮殿を本拠地とする。イタリア軍事勲章の選定を行う。

## 歴史
1947年2月2日以前は陸軍省（りくぐんしょう、イタリア語: Ministero della Guerra）であった。

## 組織
- 国防相
  - 官房
  - 国防次官
  - 予算及び財務中央局
  - 行政検査中央局
  - 国防参謀総長
    - 陸軍参謀総長
    - 海軍参謀総長
    - 空軍参謀総長
    - 憲兵隊総司令官

  - 国防本部事務官及び国家軍備官
    - 武官総局
    - 文官総局
    - 軍人恩給、除隊志願兵労働配置及び徴兵総局
    - 陸上装備総局
    - 海軍装備総局
    - 空軍装備総局
    - IT及び先端技術総局
    - 兵站及び一般兵役総局
    - 労務及び国有地総局

## 歴代国防相
2001年以降の国防相は下記の通り。
|  | 氏名                       | 在任期間                       | 所属政党                  | 内閣                              |
|  | -------------------------- | ------------------------------ | ------------------------- | --------------------------------- |
|  | アントニオ・マルティーノ   | 2001年6月11日 - 2006年5月17日  | フォルツァ・イタリア      | 第2・第3次ベルルスコーニ内閣      |
|  | アルトゥーロ・パリージ     | 2006年5月17日 - 2008年5月8日   | マルゲリータ / 民主党     | 第2次ロマーノ・プローディ内閣     |
|  | イニャーツィオ・ラ・ルッサ | 2008年5月8日 - 2011年11月16日  | 自由の人民                | 第4次ベルルスコーニ内閣           |
|  | ジャンパオロ・ディ・パオラ | 2011年11月16日 - 2013年4月28日 | 無所属                    | モンティ内閣                      |
|  | マリオ・マウロ             | 2013年4月28日 - 2014年2月22日  | 市民の選択 / イタリア人民 | レッタ内閣                        |
|  | ロベルタ・ピノッティ       | 2014年2月22日 - 2018年6月1日   | 民主党                    | レンツィ内閣 ジェンティローニ内閣 |
|  | エリザベッタ・トレンタ     | 2018年6月1日 - 2019年9月5日    | 五つ星運動                | 第1次コンテ内閣                   |
|  | ロレンツォ・グエリーニ     | 2019年9月5日 - 2022年10月22日  | 民主党                    | 第2次コンテ内閣 ドラギ内閣        |
|  | グイード・クロセット       | 2022年10月22日 -               | イタリアの同胞            | メローニ内閣                      |